# SNCB 19 sorozat
Az SNCB 19 sorozat egy kísérleti Bo′Bo′ tengelyelrendezésű villamosmozdony volt. 1993-ban az SNCB 21 sorozat 2130-as pályaszámú mozdonyát átalakították az SNCB 13 sorozat előzetes teszteléséhez. Erre az időre a mozdony az SNCB 19 1901 pályaszámot kapta. 2001-ben visszaalakították és visszakapta az eredeti pályaszámát is.